# Hjulsta gård

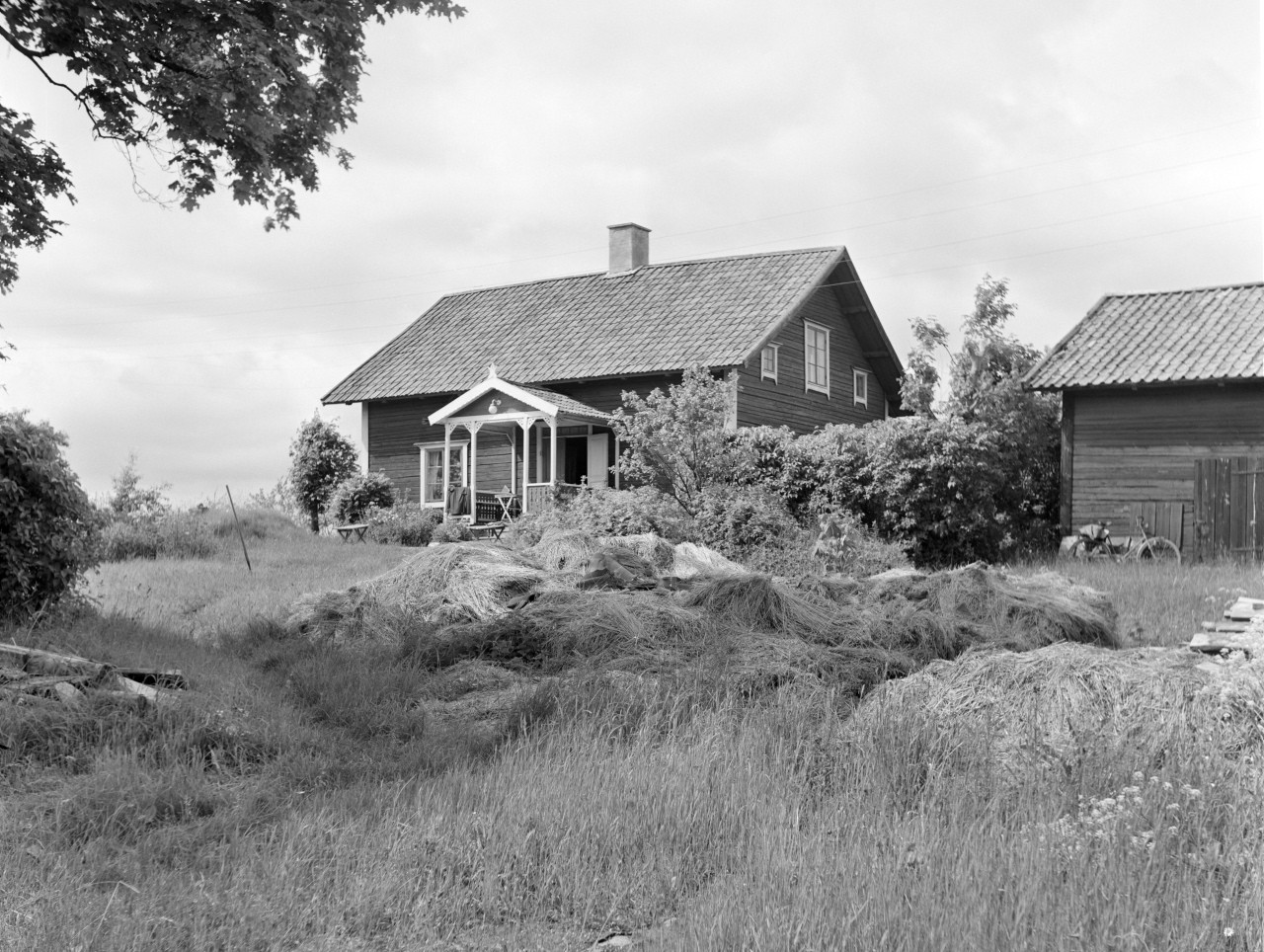
Hjulsta by från söder med bostadshus och bod, 1957.

Hjulsta gård var en gård och en by, som låg i nuvarande Hjulsta i den västra delen av stadsdelen Tensta i Västerort inom Stockholms kommun. Hjulsta by låg vid den gamla landsvägen mot Enköping strax väster om nuvarande korsningen Akallavägen/Hjulstavägen. Just vid byn gick vägen i en vid kurva, som kallades "Hjulsta långkrok".
Intill Hjulsta by gick den stora landsvägen från Stockholm till Enköping och vidare till Västerås. Hjulsta by bestod av tre gårdar, Övergården, Mellangården och Nedergården. Här böjde vägen från Stockholm av i en lång sluttande uppförsbacke, det var den vägsträckan som kallades för Hjulsta långkrok. På 1870-talet blev dessutom järnvägen mellan Stockholm och Västerås klar. Det var Stockholm-Västerås-Bergslagens Järnvägar, som passerade förbi Hjulsta gård. Än idag passerar tågen på järnvägen nära Hjulsta gårds tomter, men byggnaderna där är rivna sedan länge. På 1950-talet revs Nedergården och på 1970-talet revs resterande byggnader i Hjulsta gamla by.

## Namnet Hjulsta
År 1486 stavades byn Hjulsta "i hiwlista". I efterleden av namnet ingår sannolikt pluralis av det fornsvenska ordet stadher, som betyder ställe eller plats. Hur förleden ska tolkas är mycket osäkert. Tidigare har man antagit att det i flera svenska ortsnamn ingående Hjul- skulle motsvara ej belagt fornsvenskt binamn Hiule.

## Historia

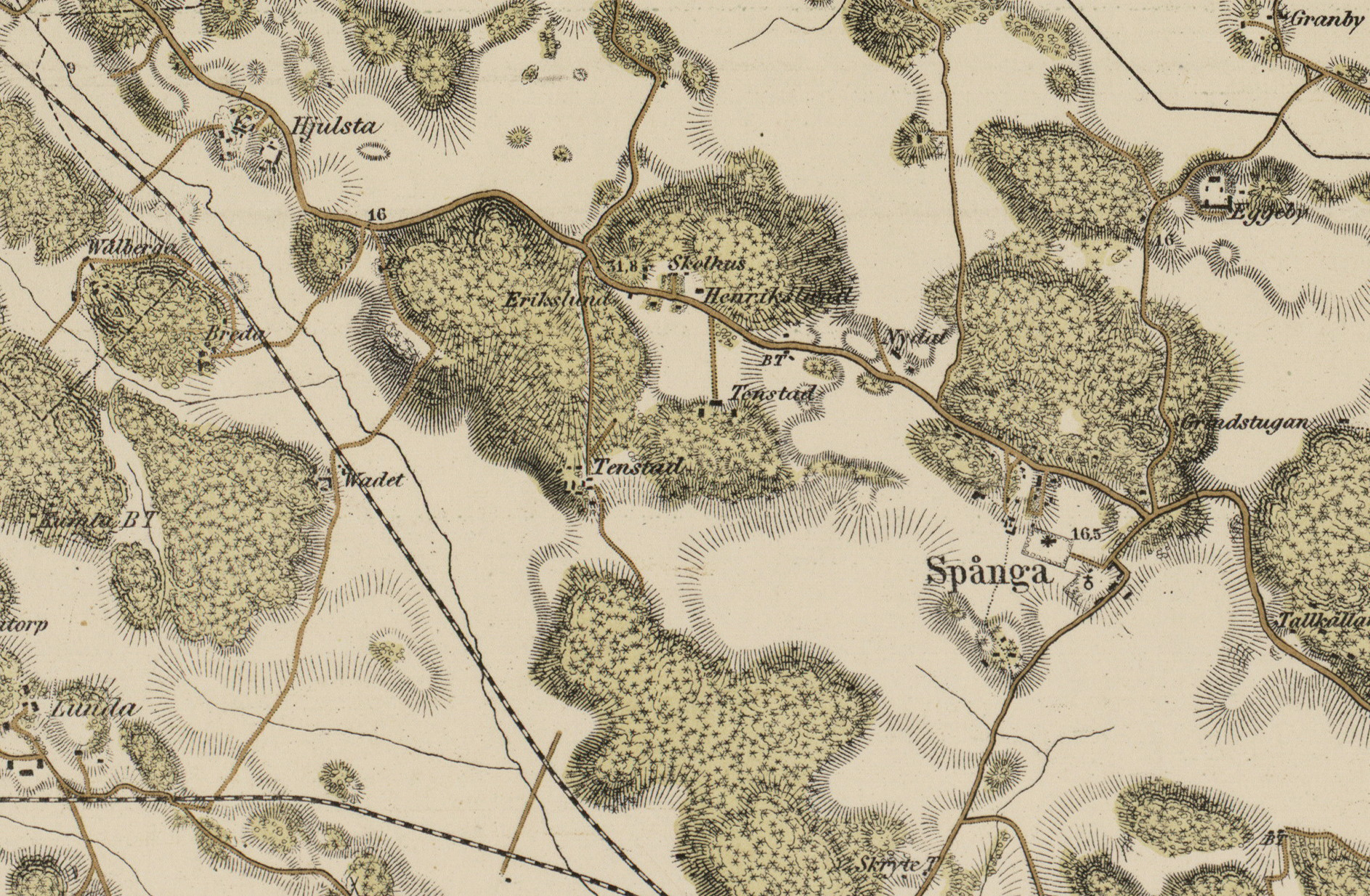
Området för Hjulsta gård och Stora Tensta, 1861.

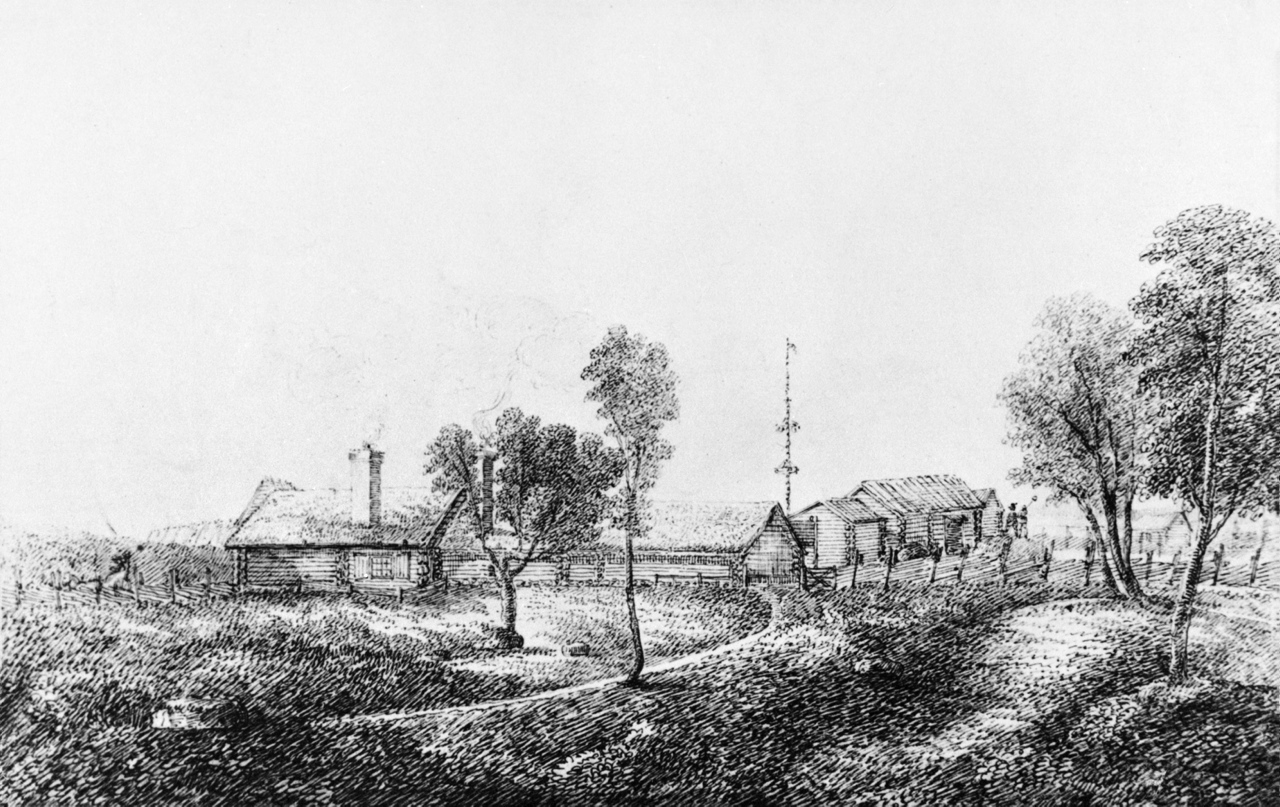
Hjulsta gård, teckning från år 1811 av Axel Fr. Cederholm.

Sedan medeltiden har det funnits två gårdar i Hjulsta. I historisk tid kallades de två gårdarna för Uppgården och Nedergården. Redan under den skandinaviska järnåldern samt under vikingatiden och in i medeltiden bodde människor i Hjulsta. Hjulsta var en välmående by under lång tid ända från vikingatiden, från sent 700-tal till cirka 1100 e. Kr. 
Till Hjulsta kunde man komma på landsvägen (nuvarande Enköpingsvägen) eller via vattnet. För länge sedan utgjorde Spångaån en smal vattenväg att fara på, då utgjorde ån en långsmal vik av Mälaren. De som levde här tog sig hit med båt redan för mer än tusen år sedan. Arkeologiska utgrävningar har bevisat att folk från vikingatiden och ännu tidigare bodde i trakten av Hjulsta. Hjulsta har bebotts av bönder sedan tidig medeltid.
Hjulsta gård och by är känd sedan 1480-talet. Den låg söder om dagens Enköpingsvägen, ungefär 600 meter söder om Hjulstamotet. De äldsta skriftliga beläggen redovisar två hemman som under låg tid var i skilda adliga ätters ägo. Gården tillhörde Ålstens gård på 1600- och 1700-talen, därefter tillhörde gården Åkeshovs slott. De två hemmanen brukades bland annat under både Ålsten och Åkeshov. Byn hade flera stugor, men revs i slutet av 1960-talet. Gården Stora Tensta i kvarteret Stora Tensta revs 1966.
På 1660-talet låg Hjulsta under Åkeshov och ägdes av riksrådet och amiralen friherre Claës Bielkenstjerna (1615-1662) å sin frus, Barbro Åkesdotter (Natt och Dag), vägnar. År 1669 ägde syn rum mellan Lövsta och Fjällen eller "Hiulsta Skogs Uthfiel" som det också står i domboken, båda i Järfälla socken. Vid detta tillfälle vittnar bland annat Rasmus Andersson, torpare vid Kolboda under Schering Rosenhanes säteri Säby i Järfälla, att det på Hjulsta "fiell" varit fäbodar innan Smedstorpet eller Fjällen började byggas. Enligt detta vittnesmål skulle således Fjällen varit betesmark eller fäbodar för Hjulsta gård innan det blev varaktigt bebott och bebyggt med ett trop. Riksrådet Knut Kurck ägde 1668 Fjällen å sin frus vägnar. Han var nämligen sedan 1665 gift med just Barbro Åkesdotter (Natt och Dag) i hennes andra äktenskap.
En bonde i Hjulsta, som hette Carl Johan Blomberg, var brukare för både Hjulsta och Tensta gårdar. Dagen efter ett förfärligt snöoväder, som inträffade den 11 februari 1881 i trakten, beskrev han i sin dagbok hur alle man var ute och skottade snö "så att folk med stor möda kunde leta sig fram med sina mjölklass, ty Bantågen var insnöade i flera dagar".

## Granngårdar (urval)
- Stora Tensta, revs 1967.
- Rinkeby gård, revs på 1960-talet.
- Eggeby gård, finns kvar.
- Granby gård, finns kvar.
- Hästa gård, finns kvar.